# 요셉 어메이징

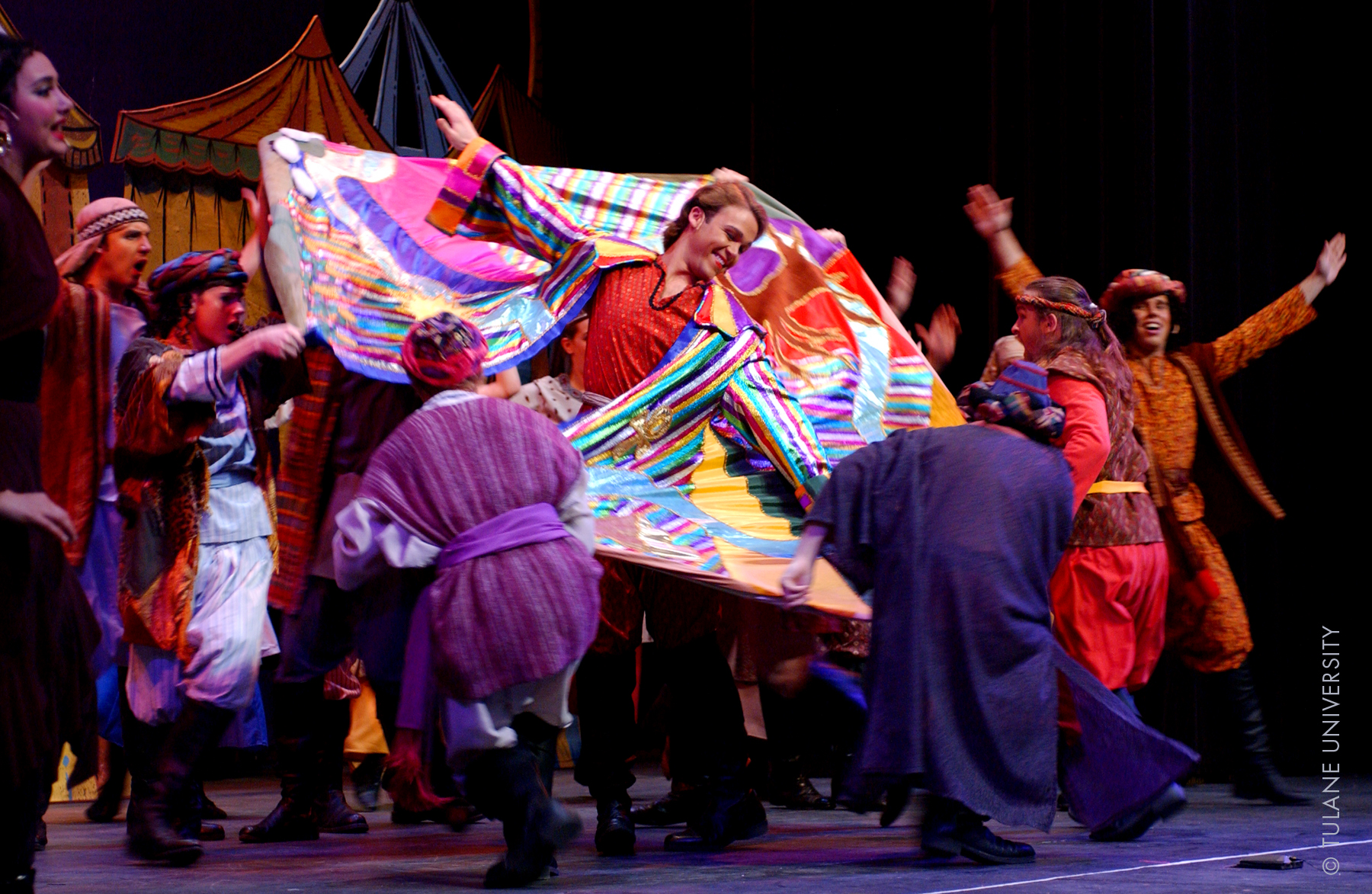

《요셉 어메이징》(영어: Joseph and the Amazing Technicolor Dreamcoat 조지프 앤 더 어메이징 테크니컬러 드림코트[*])은 작곡가 앤드루 로이드 웨버와 작사가 팀 라이스가 제작한 뮤지컬 작품이다.

## 출연진
- 송창의, 조성모, 정동하, 임시완 : 요셉 역
- 김선경, 최정원, 리사 : 해설자 역
- 조남희, 김장섭, 이정용 : 파라오 역
- 이흥구, 김재희, 최병광 : 야곱 역
- 김영완, 양승리, 강민수, 조영태, 이유청, 김태훈, 김보현, 김시영, 김기만, 권민수, 박종배 : 야곱의 아들들 역
- 김지유, 김유나, 정목화, 이혜림, 김서윤, 박소향, 전선진, 홍인아, 장윤정, 최예나, 박보영 : 아들들의 부인들 역
- 박유덕 : 경비원 외 역
- 이은주 : 포티파 부인 외 역
- 장원령 : 제빵사/경비병 외 역
- 문성우 : 아랍상인/경비병 외 역
- 김현우 : 경비병/시종 외 역
- 이다림 : 암소 외 역
- 이믿음, 이마음 : 어린이 합창단 역